# فوران رزین
فوران رزین پلیمرهایی گفته می‌شود که از ترکیبات مختلف فوران تولید می‌شوند، که رایج‌ترین مواد اولیه آن فورفوریل الکل و فورفورال است. در رزین و در پلی فورفورول عمل آورده شده، حلقه‌های فوران توسط ترکیب به هم متصل نمی‌شوند. رزین‌ها معمولاً به عنوان چسب برای ریخته‌گری شن و ماسه استفاده می‌شوند. مونومر فوران به‌طور معمول به یک رزین با جریان آزاد با کاتالیز اسیدی ملایم تبدیل می‌شود. عمل آوری با استفاده از اسید قوی انجام می‌شود.

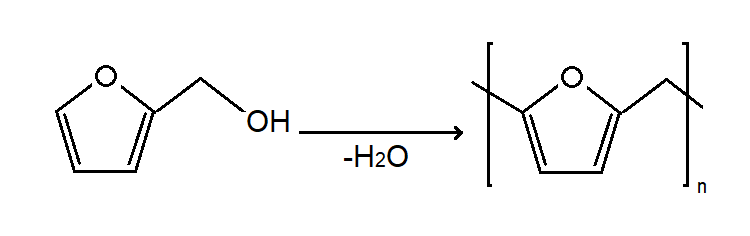
ساخت فوران رزین از فورفویل الکل

## انواع
اصطلاح رزین‌های فوران به‌طور یکسان در ادبیات استفاده نمی‌شود. به عنوان مثال، برخی از نویسندگان به رزین‌های مبتنی بر فورفوریل الکل و فوران به عنوان رزین فوران اشاره می‌کنند، در حالی که برخی دیگر این واژه را فقط برای رزین‌های مبتنی بر فورفوریل الکل به کار می‌برند. علاوه بر هوموپلیمرهای (بسپار همگن) دو ماده اولیه، کوپلیمرهایی (بسپار ناهمگن) که به عنوان مثال حاوی متانال، اوره یا فنول هستند نیز به عنوان رزین فوران شمرده می‌شوند. چوب فورفوریل شده از آغشته کردن چوب و سپس تشکیل رزین فوران ساخته می‌شود.

## تولید
رزین‌های فوران بر پایه فورفوریل الکل از طریق بسپارش تراکمی در حضور اسیدهای ضعیف تولید می‌شوند. بسپارش تراکمی منجر به الیگومرهای خطی مختلفی می‌شود که در طول زنجیره و اتصال بین واحدهای فوران متفاوت هستند. پیوند واحدهای فوران از طریق پل متیلن غالب است، اما حلقه‌ها را می‌توان از طریق پل‌های دی متیلن اتر پیوند داد پل‌های اتری به ویژه در محیط بسیار اسیدی ناپایدار هستند. آنها می‌توانند با آزادسازی فرمالدهید به پل‌های متیلن تبدیل شوند.
برای تولید یک رزین قابل ذخیره، واکنش با افزودن سدیم هیدروکسید قطع می‌شود. رنگ این محصولات قهوه ای و دارای گران روی کم تا متوسط می‌باشد. آنها در دمای ۴۰ درجه سانتیگراد به مدت تقریباً ۶ ماه پایدار هستند. در مرحله دوم، رزین‌ها را می‌توان در دمای اتاق با افزودن اسیدها (مانند پی-تولوئن‌سولفونیک اسید، فسفریک اسید) یا در دماهای بالاتر با افزودن عوامل عمل آورنده نهفته مانند آمونیوم نیترات به گرماسخت تبدیل کرد. واکنش‌های مربوط پیچیده هستند و برای مدت طولانی مورد مطالعه قرار گرفته‌اند. بخش‌هایی با پیوندهای دوگانه مزدوج پیشنهاد شده‌اند که منجر به اتصال عرضی می‌شوند.

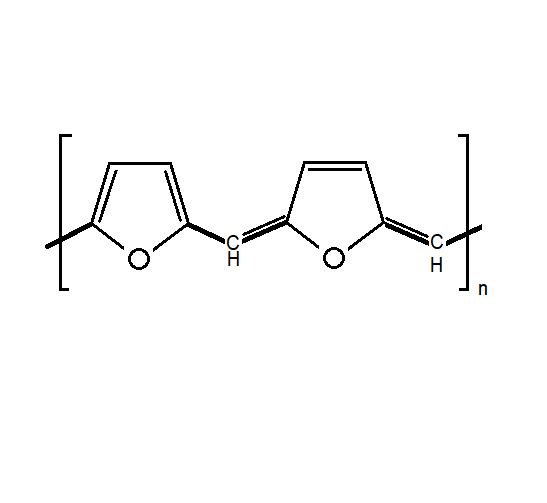
پلی فورفوریل الکل

## ویژگی‌ها
قبل از عمل آوری، خواص رزین‌های فوران مانند سایر رزین‌های با قابلیت عمل آوری می‌باشد. آنها می‌توانند به عنوان پیونده استفاده شوند. آنها همچنین نسبت به اسیدها واکنش نشان می‌دهند، از نظر حرارتی واکنش پذیر هستند و قابلیت اتصال عرضی دارند. رزین‌های فوران عمل آورده در برابر حمله اسیدهای قوی، بازها و هالوژنوآلکان‌ها مقاوم هستند. آنها توسط عوامل اکسید کننده مورد حمله قرار می‌گیرند. رزین‌های فوران پایداری حرارتی خوبی از خود نشان می‌دهند. استفاده مداوم در دمای ۱۰۰–۱۲۰ درجه سانتیگراد معمول است. برخی از رزین‌های فوران حتی تا ۱۵۰ درجه سانتیگراد قابل استفاده هستند. برخی از انواع آن با قابلیت اشتعال کم و انتشار دود کم مشخص می‌شوند. از استحکام بالایی نیز برخوردارند.